# ABViewer
ABViewer ist eine CAD-Software zur Arbeit mit DWG, DXF, PLT, STEP, IGES, STL und andere 2D- und 3D-CAD-Dateien. Die Anwendung erlaubt, die Zeichnungen zu erstellen, zu bearbeiten und sie als AutoCAD DWG/DXF, PDF, JPG und andere Vektor- und Rasterformate zu speichern.
Im Jahre 2003 wurde die Software von CADSoftTools entwickelt. Seitdem wurde das Programm in mehr als 30 Sprachen übersetzt und jetzt unterstützt es mehr als 50 2D/3D Vektor- und Rasterformate.

## Geschichte
Die Frühversion vom ABViewer war ein Betrachter, der auch erlaubt, CAD-Dateien zusammenzufügen, BMP- und EMF-Bilder in der Zwischenablage zu halten und die Dateigruppe auszudrucken. Ursprünglich unterstützte das Programm 20 Sprachen und war in zwei Versionen (Standard und Professional) verfügbar. Im Jahr 2007 wurde der Viewer erweitert und ein Werkzeug zur Betrachtung, Bearbeitung und Umwandlung von CAD-Dateien. Die Anwendung hatte den ganzen Satz der Werkzeuge des professionellen Editors und unterstützte Funktionen, die in Design und Projektierung benutzt werden. Als ein Konverter ermöglicht ABViewer, die ausgewählten Teile des Bilds umzuwandeln.

## Möglichkeiten

### Betrachter
ABViewer erlaubt 2D- und 3D-Zeichnungen zu betrachten. Er unterstützt die Arbeit mit Layers und Layouts; Benutzer können die Zeichnungen verschieben: z. B. die 3D-Modelle zoomieren, drehen und die Ansichten und den Anzeigen-Modus verändern; Benutzer können durch die Dateien mit Hilfe des Fensters Thumbnails navigieren. Es ist möglich, Texte und Abmessungen ein-/auszublenden und die Zeichnungen in 2D- und 3D-Modus zu vermessen. Das Programm zeigt nicht die Zeichnungen, sondern bietet auch Zugriff auf die Zeichnungseigenschaften und Struktur an. Es ist auch möglich, 3D-Schnittansichten zu erstellen.

### Editor
Der Modus Editor erlaubt den Benutzern, neue Zeichnungen zu erstellen sowie die importierten Zeichnungen zu bearbeiten. ABViewer bietet eine lange Reihe der Werkzeuge zur Arbeit mit CAD-Zeichnungen an: Zeichnungswerkzeuge (zur Hinzufügung von Einheiten); bearbeitende Werkzeuge (zur Arbeit mit erstellten Zeichnungen); verschiedene Arten des Fangs; Arbeit mit den Blöcken und den externen Referenzen.

### Speichern und Druck
ABViewer erlaubt, Zeichnungen zu speichern und zu drucken: Speichern in Vektor- und Rasterformate; Umwandlung von DWG/DXF-Dateien in G-Code; erweiterte Druckeinstellungen (Druck auf mehrere Seiten, Druckvorschau, Ploteinstellungen). Operationen mit Dateigruppen sind auch verfügbar: Stapelverarbeitung und Stapeldruck.

### Erweiterte Funktionen
ABViewer bietet auch ergänzende Funktionen zur Arbeit mit Zeichnungen an: Umwandlung von PDF-Zeichnungen in editierbare DWG-Dateien, Redline-Modus zur Hinzufügung von Bemerkungen, Vergleich von Revisionen der DWG/DXF-Zeichnungen, Georeferenzierung, Arbeit aus der Kommandozeile, Unterstützung von LISP und XML.

## Unterstützte Formate
ABViewer erlaubt, mehr als 50 Vektor- und Rasterformate (2D und 3D) zu betrachten:
| Typ           | Dateiformat |
| ------------- | --- |
| CAD-Formate   | AutoCAD DWG (alle Versionen von 2.5 bis zu 2018 einschließlich), DXF ASCII/BINARY (alle Versionen), DWT, DWF, DXT |
| 3D-Formate    | 3DS, SAT, STL, IGES (.igs), STEP (.stp), OBJ, X_T, X_B, SLDPRT, SLDASM, FSAT, SAB, SMT, IPT, IFC, GTS, TIN, ASE, B3D, GLM, GLX, GLA, LMTS, LWO, NURBS, NMF, OCT, PLY, VRML, MDC, MD2, MD3, MD5, SMD, BSP                                                                                                 |
| Vektorformate | WMF, EMF, PDF, CGM, SVG, SVGZ, EPS, PS, Hewlett-Packard HPGL (PLT, HGL, HG, HPG, PLO, HP, HP1, HP2, HP3, HPGL, HPGL2, HPP, GL, GL2, PRN, SPL, RTL, PCL) |
| Rasterformate | GED, RLA, RPF, CEL, PIC, CAL, CG4, GP4, GIF, CUT, PAL, DDS, FAX, HDR, IFF, ICO, EXR, IMB, JPG, JPEG, J2K, J2C, JNG, JP2, KOA, PCT, PICT, MNG, PSP, PCD, PSD, PDD, PNG, PPM, PGM, PBM, RAW, G3, BW, RGB, RGBA, SGI, RAS, TIF, TIFF, TGA, VST, ICB, VDA, WIN, BMP, RLE, DIB, WAP, WBMP, WBM, XBM, XPM, PCX |

Das Programm öffnet die Zeichnungen aus den folgenden Archiven auch: ZIP, 7z, RAR, CAB, BZIP, TAR.

## Lokalisierung
ABViewer ist völlig in die folgenden Sprachen übersetzt: Chinesisch, Englisch, Deutsch, Finnisch, Französisch, Italienisch, Iwrit, Niederländisch, brasilianisches Portugiesisch, Russisch, Spanische, Tschechische und Ungarische. Die Dokumentation und das ausführliche Hilfe-System für ABViewer sind in deutsche, englische, französische und russische Sprachen verfügbar.

## Rezeption
Ron LaFon vom cadalyst-Magazin verglich 2008 neun verschiedene CAD-Betrachter, darunter ABViewer v6.2. Er bezeichnete die ABViewer-Plug-ins für Grafiktools wie IrfanView und XnView als eine „preiswerte und schnelle Lösung“ zum Darstellen und Verwalten von Bildern. Zudem hob er hervor, dass das Programm die meisten Sprachen im Testfeld unterstützte (insgesamt 32) und eine „saubere und leicht verständliche“ Benutzeroberfläche habe.
Das Digital-Engineering-Magazin nannte den ABViewer (Version 7) eine „kosteneffiziente Qualitätsanwendung“, die für Ingenieure wie den Bürogebrauch geeignet sei. Besonders hervorgehoben wurde die Thumbnail-Darstellung von Verzeichnisinhalten, welche die Suche nach Bildern wesentlich erleichtere. Softpedia beschreibt ABViewer Version 12 als ein modernes Werkzeug, das bei vielen Aufgaben helfen könne und für unerfahrene Anwender leicht und intuitiv bedienbar sei.